# Jørn Rønnau
Jørn Robert Rønnau (født 8. oktober 1944 i Aarhus) er cand.phil. i fransk og autodidakt billedhugger. 
Han debuterede i 1970 på Kunstnernes Påskeudstilling og på Grafisk Galleri i Aarhus. 
Jørn Rønnau har gennem årene skabt en lang række usædvanlige, skulpturelle værker i det offentlige rum.
Han har modtaget talrige priser og legater for sit kunstneriske arbejde, hvor han fokuserer på det stedsspecifikke, naturmaterialerne og processerne i og omkring kunstværket, ofte med en konceptuel dimension og med publikums medspil.
Skulpturtræer som Skovkunst-projektet, Skanderborg og “9 Skulpturtræer” i Østre Anlæg, København, Vennelyst Alfabet i Vennelystparken, Århus og “Enhjørningen”, TICKON, Langeland. 
Af andre stedsspecifikke Land Art værker kan nævnes: “Laksen”, Førde, Norge, og “Laksen II”, Skjern Å Nationalpark, og ikke mindst Vinterens Hjerte/Winterheart.dk, der har centrum i True Skov.
Han har skabt to skulpturparker:
“Vokseværket” ved Skanderborg Gymnasium, og naturkunstparken Krakamarken ved Randers.
Han har desuden løst større udsmykningsopgaver i Norge, England og Irland.
Siden 2000 er han i perioder atter vendt tilbage til det indendørs udstillingsrum og bruger her sine rige erfaringer til nye eksperimenter med træ.
Han er repræsenteret i skulpturparker og på museer i ind- og udland, bl. a. “Sti for øye”, Norge, og “Sculpture in the Wild”, Montana, USA, og på British Museum, og Vejle og Randers Kunstmuseer.
Han er medlem af Kunstnersamfundet og BKF. Har skrevet bogen: “Krakamarken - Land Art as Process.” ISBN